# 国際連合安全保障理事会決議1091
国際連合安全保障理事会決議1091（こくさいれんごうあんぜんほしょうりじかいけつぎ1091、英: United Nations Security Council Resolution 1091）は、1996年12月13日に国際連合安全保障理事会で採択された決議である。1996年12月31日で国際連合事務総長の任期が終了するブトロス・ブトロス＝ガーリの貢献を認めた。
安保理は、国際連合憲章に基づいて責任を遂行し、国際連合を指導する上でブトロス・ブトロス＝ガーリが果たした役割を認識し、世界の紛争を恒久的に解決するための努力に言及し、国連のシステムを再構築し強化するための改革を称賛した。
また、ブトロス・ブトロス＝ガーリの国際平和と安全への貢献や国際問題の解決のための努力、人道支援の努力、すべての人々の人権や基礎的な自由の促進を認めた。
最後に、ブトロス・ブトロス＝ガーリの国連憲章の規範や国家間の友好関係の発展への献身に感謝の意を表した。
決議は、喝采投票により採択された。喝采投票による採択は2度目だった。